# Chrystian & Ralf (álbum de 1988)
Chrystian & Ralf é o sexto álbum de estúdio da dupla sertaneja brasileira Chrystian & Ralf, lançado em 1988. Vendeu mais de um milhão de cópias, sendo o primeiro disco de diamante da dupla e lhe garantindo a consagração nacional. A música "Saudade" fez parte da trilha sonora da novela Pacto de Sangue, da TV Globo, em 1989, e também foi regravada por Eduardo Costa. E a música "Noite" foi regravada pela dupla César Menotti & Fabiano.

## Faixas[2]
| N.º            | Título                      | Compositor(es)                        | Duração |  |
| 1.             | "Minha Vida Sem Você"       | Chrystian / Ralf                      | 3:20    |  |
| 2.             | "Gostoso Pecado"            | Fátima Leão / Zezé Di Camargo         | 3:50    |  |
| 3.             | "Desculpa"                  | Martinha / Iranfe                     | 3:18    |  |
| 4.             | "Prisioneiro do Sofrimento" | Domiciano / Rionegro                  | 2:47    |  |
| 5.             | "Saudade"                   | Chrystian                             | 2:35    |  |
| 6.             | "Prece"                     | José Felipe / Paulo Gaúcho            | 2:59    |  |
| 7.             | "Dez Minutos"               | Chrystian / Ralf                      | 3:36    |  |
| 8.             | "Te Amar Te Amar"           | Carlos Randall / Dimarco / Luis Berto | 3:13    |  |
| 9.             | "Noite"                     | Domiciano / Rionegro                  | 3:59    |  |
| 10.            | "Enxugue os Olhos"          | Ronaldo Adriano                       | 3:20    |  |
| 11.            | "Peão"                      | Domiciano / Rionegro                  | 3:50    |  |
| Duração total: | Duração total:              | Duração total:                        | 37ː07   |  |

## Certificações
| Brasil (ABPD)                             | Diamante | 1988 | 1.000.000* |
| *número de vendas baseado na certificação |          |      |            |